# 奥の細道 (姫神のアルバム)
奥の細道（おくのほそみち）は、姫神（当時・姫神せんせいしょん）が1981年8月7日にキャニオン・レコード（LP）、およびポニー（音楽カセット）（前者・後者共に現在のポニーキャニオン）から発売されたフルアルバム、および同アルバムの収録曲。また、本項では便宜上、1981年2月2日にキャニオン・レコードから発売された同タイトルのシングルについても記述する。

## 概要

### 制作まで
リーダーの星吉昭は、東京での音楽活動の後、岩手に拠点を移し、放送局などでの音楽制作を行っていた。1980年の秋頃から岩手放送のラジオ番組の合間に「奥の細道」が流され始めた。詳しい紹介もなく「姫神せんせいしょんで、奥の細道」というナレーションの後に曲が流されるだけだったが、徐々に反響を呼び、1981年2月にシングルレコードとしてリリースされる（B面は「耶馬台国の夜明け）。その後、岩手県内の駅の構内で使用されたり、岩手放送のチャート番組でも10位以内に入ったりという反響があった。
そうした反響を経て制作されたのが本作である。

### シングルバージョン
前述のように「奥の細道」と「耶馬台国の夜明け」には、本作に収録されているのとは別に、シングルバージョンが存在する。本作が岩手県で録音されたのに対して、シングルバージョンは東京のスタジオで録音されている。本作のバージョンがゆったりしたテンポなのとは対照的に、シングルバージョンはややテンポが速く演奏されている。後にスタッフが、「リーダーの星吉昭は環境に影響を受けることがあり、それが両バージョンの違いに反映されている」と語っている。
尤も、「奥の細道」のシングルバージョンはリリースから長らくCD音源化されなかったが、2011年5月18日にポニーキャニオンから発売された『姫神ゴールデン☆ベスト』の1曲目に収録され、アナログ・シングルの発売から30年3か月の歳月を経てようやくCD音源化された。一方、「邪馬台国の夜明け」のシングルバージョンは2022年11月現在の時点においてもCD音源化されていない。

### ラジオ・テレビ番組での採用例
1981年10月より1年間、深夜放送「ビートたけしのオールナイトニッポン」番組内のCMフィラー枠において、同アルバムから6曲（「リ・ア・ス」「Gun-do」「岩清水」「蛍」「耶馬台国の夜明け」「奥の細道」）が使用された。
1982年3月からテレビ大阪制作、テレビ東京系列で放送された『パソコンサンデー』では「Gun-do」が1988年3月放送分までオープニングテーマ曲として使用された。
1985年よりTBSテレビ「そこが知りたい」の人気シリーズ企画で、路線バス旅行番組の先駆となった「日本全国各駅停車路線バスの旅」のBGMとして、同アルバムから「蛍」が、アルバム「姫神伝説」の曲「うたげ」「鳥のごとく」とともに使用された。人気番組だったこともあり視聴者からの問い合わせも多く、同年に両アルバムともCD化された。

## 収録曲（アルバム）
作曲はSIDE A - #3とSIDE B - #2を除き全て星吉昭。編曲は全て姫神せんせいしょん。
SIDE A
1. ありそ（荒磯）
2. 奥の細道
3. リ・ア・ス
4. 紫野
5. 耶馬台国の夜明け

SIDE B
1. Gun-Do
2. 岩清水
3. 行秋
4. 蛍
5. やませ

## 収録曲（シングル）
作曲は両曲共に星吉昭。編曲は両曲共に姫神せんせいしょん。
SIDE A
奥の細道
SIDE B
邪馬台国の夜明け

## 注
1. ↑  SIDE A - #3とSIDE B - #2の作曲は共に佐藤将展。